# Uonukuhihifo
Uonukuhihifo est une île du groupe de Haʻapai, aux Tonga. Elle est inhabitée. 

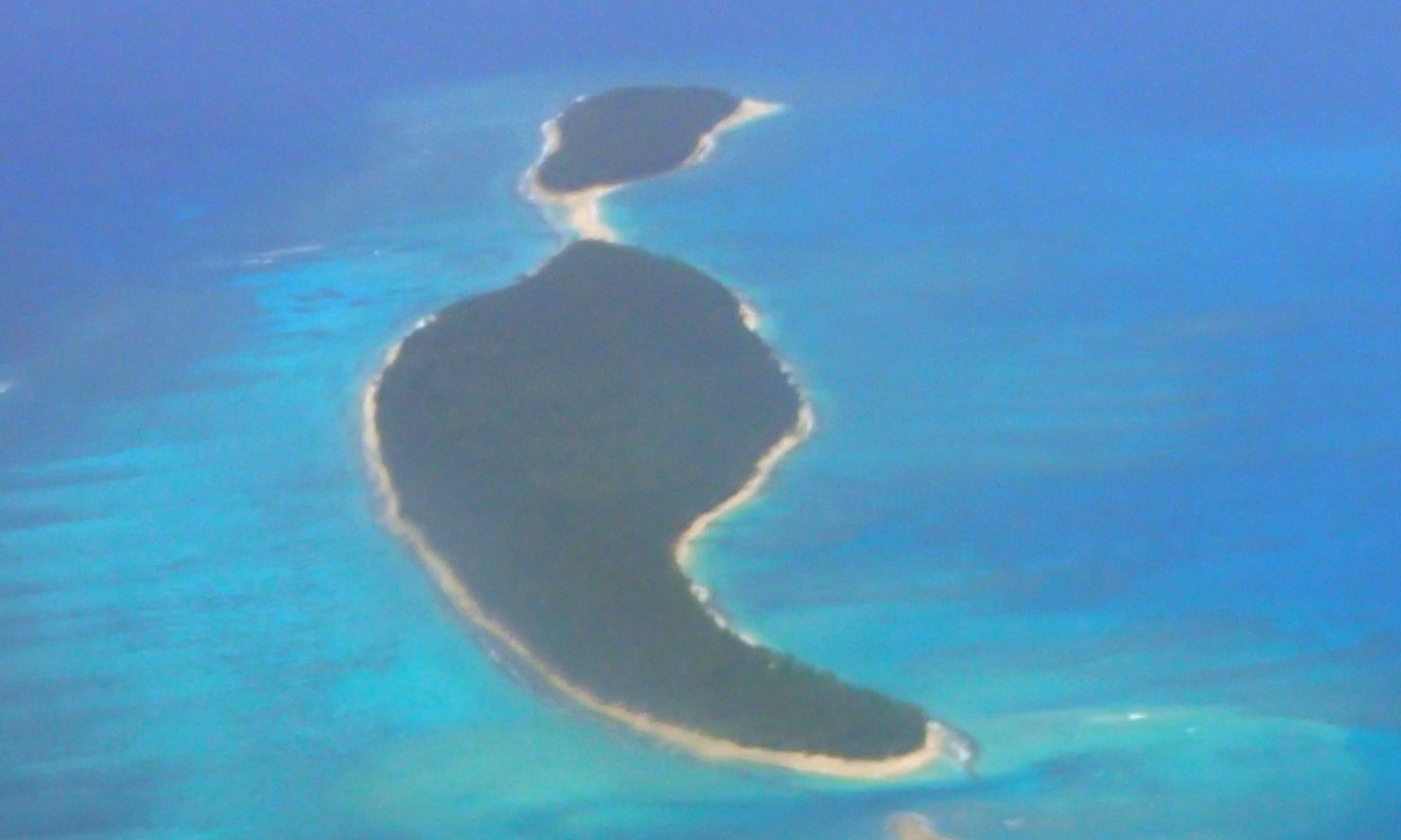
Uonukuhihifo vue de plus près.